# Rio Maracapi
O rio Maracá é um rio amapaense que deságua no Rio Amazonas. Possui diversas cachoeiras, e é um dos mais longos rios do Amapá. Está inserido em uma reserva ambiental, cujo principal produto extraído é a castanha do pará(do Brasil).

paense